# Skärgårdsartilleriet

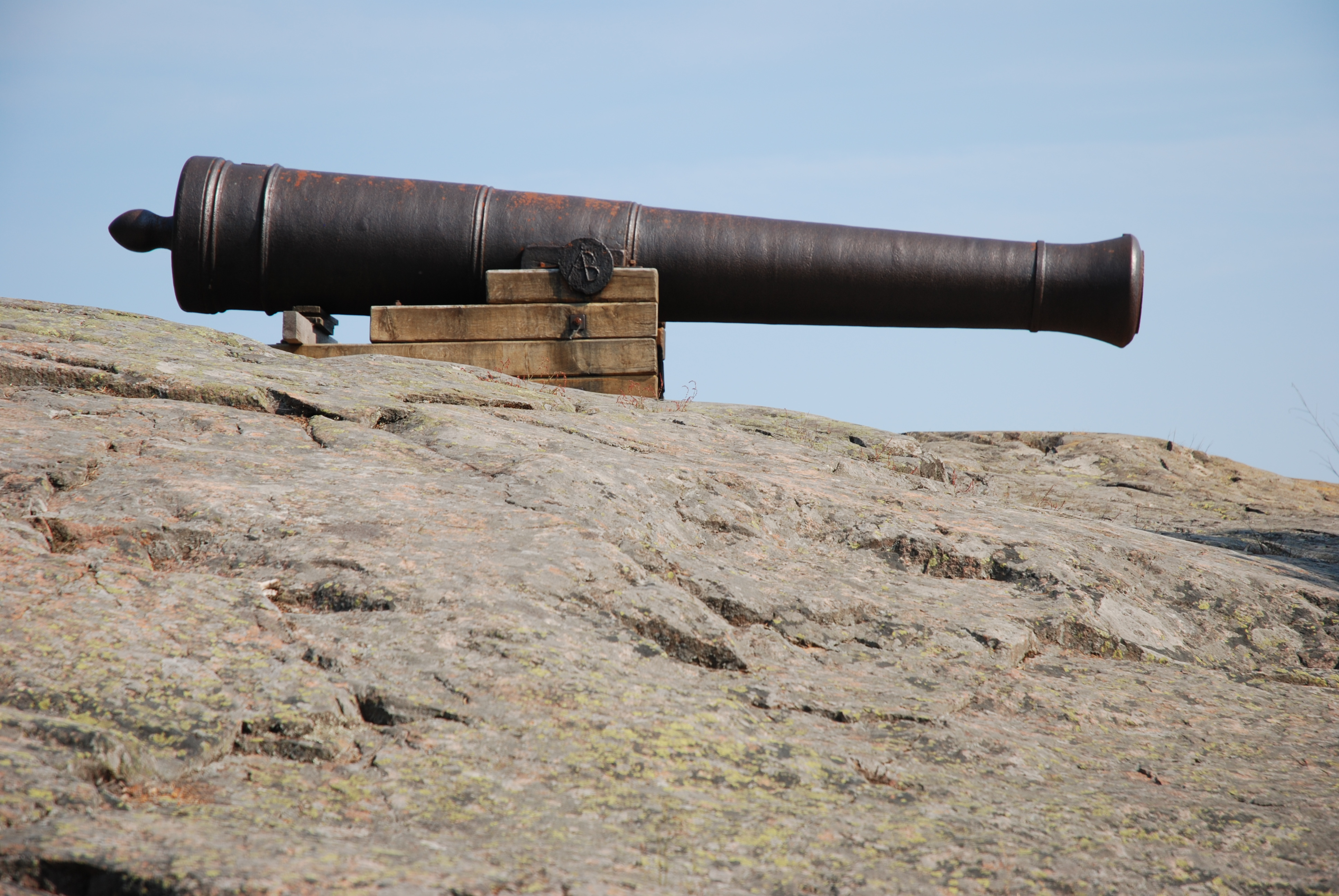
Signalkanon i Grisslehamn, gjuten 1796.

Skärgårdsartilleriet var ett vapenslag inom svenska marinen som verkade åren 1866–1873. Förbandsledningen var förlagd i Stockholms garnison.

## Historik
Sedan flottan redan ett par gånger förut varit fördelad på två kårer, vilka åter förenats, bestämdes den 10 juli 1866, att flottan skulle delas i två delar, men under gemensam överstyrelse. Den ena delen skulle kallas flottan och den andra skärgårdsartilleriet. Skärgårdsartilleriet förlades till Stockholms garnison, med Göteborgs garnison som depå, samt skulle även omhänderha sjöfästningarna i Karlskrona garnison. Det skulle förnämligast ha till uppgift att försvara landets inre skärgårdar och farvatten, men "därjämte att understödja försvaret av sjöfästningarna". Skärgårdsartilleriet fortlevde till 1873, då båda kårerna återförenades till en enda, under namn av flottan.

## Organisation
Av flottans personal erhöll skärgårdsartilleriet en del officerare, som bildade en särskild kår med en generalmajor som chef. Titlarna var samma som arméns: överste, överstelöjtnant och major. Underofficerare, som även utbröts från flottan, benämndes flaggjunkare, styckjunkare och sergeanter. Av manskapet erhöll skärgårdsartilleriet kanonjärkåren och de norra båtsmanskompanierna, som förut lytt under Stockholms och Göteborgs stationer. Militära grader och gradbeteckningar av armétyp infördes.

## Materiel
Av fartygen fick skärgårdsartilleriet en segelkorvett, de mindre pansarbåtarna samt en del kanonbåtar, kanonslupar och kanonjollar. Uniformen liknade mera en husar- än en sjöofficersuniform.

## Förbandschefer
- 1866–1873: Jakob Lagercrantz

## Namn, beteckning och förläggningsort
| Skärgårdsartilleriet | 1866-07-10 | – | 1873-??-?? |

| Stockholms garnison (F) | 1866-07-10 | – | 1873-??-?? |
| Göteborgs garnison (D)  | 1866-07-10 | – | 1873-??-?? |
| Karlskrona garnison (D) | 1866-07-10 | – | 1873-??-?? |